# Chip of the Flying U (film 1914)
Chip of the Flying U è un cortometraggio muto del 1914 scritto  e diretto da Colin Campbell. La sceneggiatura di Campbell e Peter B. Kyne si basa sull'omonimo romanzo di B.M. Bower (pseudonimo sotto cui si cela la scrittrice Bertha Muzzy Sinclair). Il romanzo verrà adattato per lo schermo nel 1926 con un altro Chip of the Flying U diretto da Lynn Reynolds.

## Produzione
Il film fu prodotto dalla Selig Polyscope Company.

## Distribuzione
Distribuito dalla General Film Company, il film - un cortometraggio in tre bobine - uscì nelle sale cinematografiche statunitensi il 29 agosto 1914.